# Z̄akarīā Kolā
Z̄akarīā Kolā (persiska: ذكريا كلا, ذَكَريّا كولا, زِكَرِّيا كُلا, زِكَرّيا كَلا, Z̄akarīyā Kolā) är en ort i Iran.   Den ligger i provinsen Mazandaran, i den norra delen av landet, 190 km öster om huvudstaden Teheran. Z̄akarīā Kolā ligger 803 meter över havet och antalet invånare är 101.
Terrängen runt Z̄akarīā Kolā är kuperad åt nordost, men åt sydväst är den bergig. Z̄akarīā Kolā ligger nere i en dal. Runt Z̄akarīā Kolā är det ganska tätbefolkat, med 111 invånare per kvadratkilometer. Närmaste större samhälle är Kīāsar, 12,0 km nordost om Z̄akarīā Kolā. I omgivningarna runt Z̄akarīā Kolā växer i huvudsak blandskog.